# P'ookpong Ho
El P'ookpong-ho (pronunciado Pokpung-ho (Chosŏn'gŭl: 폭풍호; Hanja: 暴風虎, que significa "Tigre de la Tormenta" en coreano), es un carro de combate diseñado en Corea del Norte en la década de los 90. El carro incorpora en su construcción tecnología de algunos de los modelos del arsenal norcoreano (como los T-62, y el T-54A), y de otros carros; en especial de diseños soviéticos (como los T-72, T-80); y el más moderno de los carros rusos (T-90), y modelos de procedencia china; como el M-2000 y de un diseño autóctono (Ch'onma-ho). En el exterior, el nombre clave del proyecto es el M-2002 pues se conoce que el carro se puso a prueba a mediados del mes de febrero, el día 16 del año 2002 (hecho sin confirmar por las autoridades oficiales norcoreanas), aunque se sabe de su existencia desde el año 1992.
El P'ookpong-ho es usado únicamente por el ejército de Corea del Norte.

## Origen
Al fin del colapso de la Unión Soviética, una significativa cantidad de tanques T-72 fue retirada del servicio y luego se desguazó para fundir y reaprovechar su metal. Corea del Norte, por medio de ingeniería inversa (comprando algunas unidades de T-72 destinadas al desguace) obtuvo información de algunas piezas, procesos de manufactura así como mucha tecnología para usarla en su diseño: el P'ookpong-ho. Corea del Norte se mostró interesada en poseer tecnologías usadas en los tanques rusos T-80 y T-90 durante la misión de adquisición en Rusia, y se cree que obtuvo de sus aliados chinos información y algunas unidades del MBT-2000/M-2000 para crear y retomar partes y tecnología para su modelo propio, el P'ookpong-ho, siendo su objetivo final el crear un carro de combate de prestaciones similares al tanque ruso T-90. Esto se hizo manifiesto en el mes de agosto del año 2001, cuando el líder de Corea del Norte, Kim Jong-il visitó la Fábrica de Materiales para la Defensa de Omsk Transmash que construye el T-90, durante su visita a Rusia. También se afirma que se ha comprado una única unidad del T-90S en este viaje. Se cree que los diseñadores norcoreanos tomaron como referente éste T-90S para actualizar los T-72 con piezas y tecnologías del T-90, así como para nivelar su diseño propio a un estándar internacional en este ramo.
Cuando se iniciaron los estudios de diseño del carro en cuestión, se calculó inicialmente que tendría las prestaciones de las versiones de exportación del T-72, que se vieron en combate durante las Guerras del Golfo Pérsico. Impresionados con el pobre resultado y la devastadora destrucción de los T-72 León de Babilonia de las brigadas acorazadas iraquíes por carros occidentales como el M1 Abrams, y conscientes de que el ejército surcoreano opera un modelo de iguales prestaciones al carro estadounidense, los altos mandos militares norcoreanos decidieron modernizar su flota de blindados de manera significativa, de tal forma que sus Ch'onma-ho's tuvieran alguna oportunidad ante un enfrentamiento contra los K1 y K2 surcoreanos. Empero, las constantes crisis económicas de este atribulado país y la crónica falta de tecnologías punta (de las que sí dispone su rival), hacen que las metas iniciales de construcción en grandes cantidades de su propio modelo P'ookpong-ho no sean sino de unos modestos cientos de unidades.

## Historial de producción
Se cree que el primer P'ookpong-ho fue producido en la Fábrica de Tanques de Ryu Kyong-Su en 1992, situada en Sinhung, Hamgyong Sur. Las capacidades de las variantes posteriores pueden haberse incrementado, pero solo a nivel muy bajo. Debido a la baja capacidad industrial y tecnológica de las fábricas e industrias norcoreanas, el gobierno ha derivado una gran cantidad del personal y recursos inicialmente asignados para este programa hacia la mejora y crecimiento de su programa de armas de destrucción masiva. Se cree que el Ejército de Corea del Norte ha construido y posee al menos 250 de estos tanques. Su existencia fue revelada gracias a desertores que afirman haberlo visto en desfiles y paradas militares en Corea del Norte en el 2002, de allí su nombre codificado en occidente: el M-2002.

## Características del diseño (proyección)
La mayor parte de la información aquí consignada surge de la especulación hecha sobre la base de los informes emitidos por desertores del régimen de Corea del Norte, así como de la campaña pública hecha por este gobierno sobre el P'ookpong-ho, por lo cual puede, teniendo en cuenta la capacidad industrial norcoreana, ser increíble y/o falsa. Todos los datos de este artículo provienen de las siguientes fuentes. No se conocen los planos y/o fotografías sobre el carro de combate en cuestión aquí expuesto ni los hay disponibles en internet.
La propaganda norcoreana afirma que su diseño, el P'ookpong-ho, es comparable o superior al carro de combate más sofisticado del arsenal de Rusia: el T-90, diseñado en los años 90. Asimismo se deduce que su aspecto es similar al de este carro o al del T-80, así como se cree que sus capacidades son similares en cuanto a prestaciones
, armamento y motorización, lo que sin duda lo pone por encima del modelo de exportación del T-72 y a su más cercano oponente: el M48A5K o al modelo básico del K1; por lo que se deduce que en un encuentro real no podría hacer frente a sus rivales más sofisticados, como el K1 PIP, K1A1 o al más reciente; el K2 Black Panther.

### Armamento

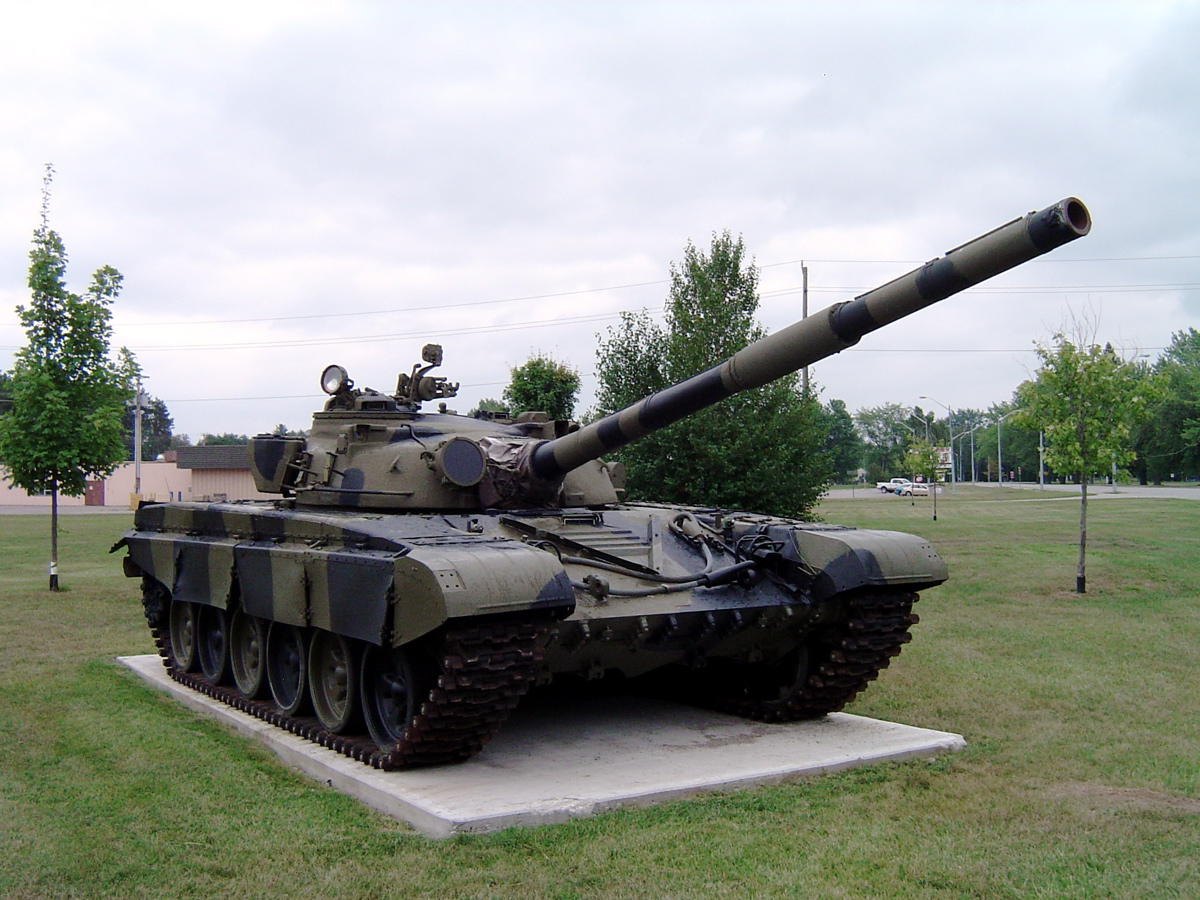
El casco del P'ookpong-ho se basa en la construcción del de un T-72, del cual toma muchas partes en su diseño

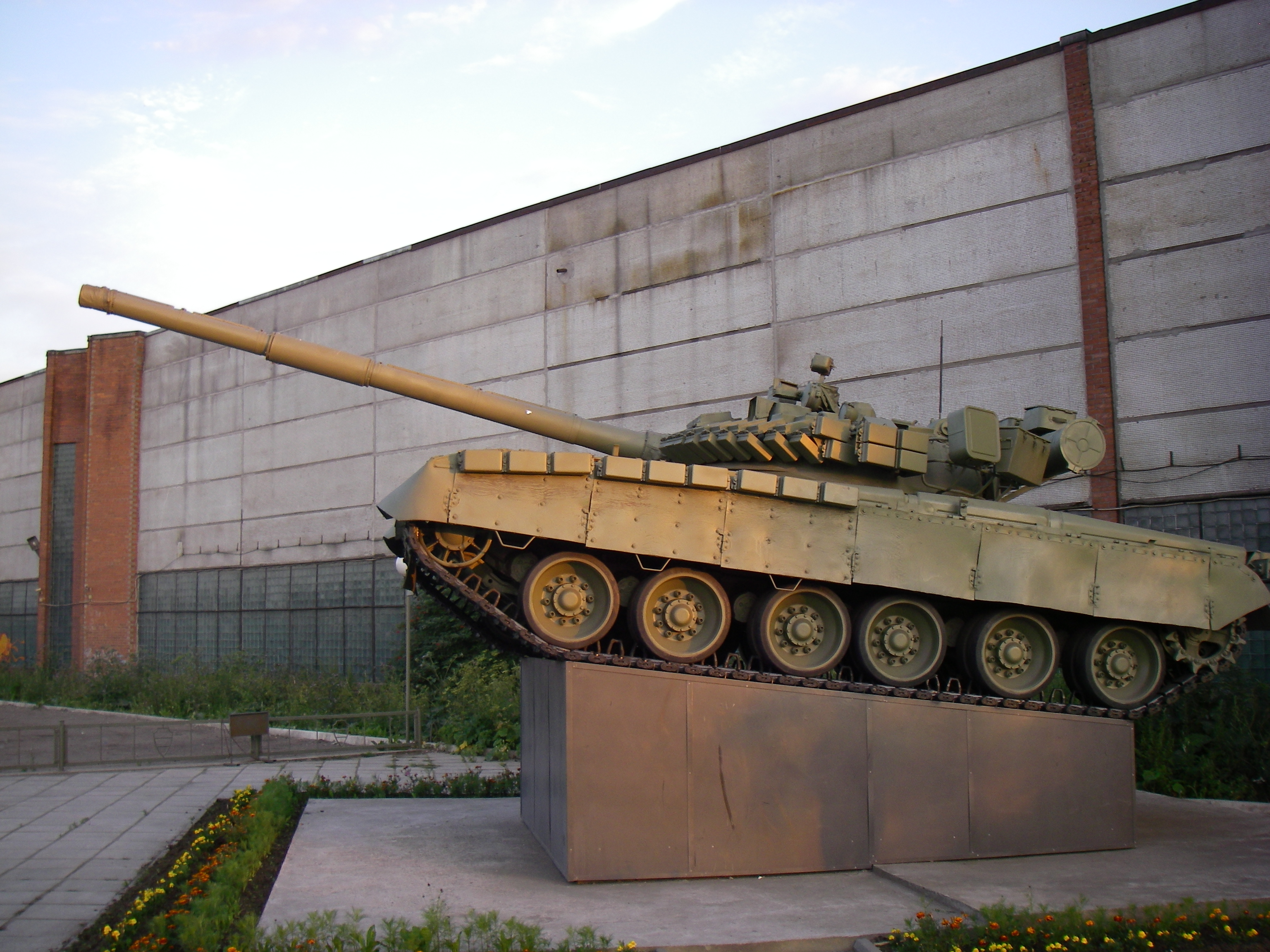
Se cree que el armamento principal del P'ookpong-ho es similar al cañón montado sobre el T-80

El armamento primario del P'ookpong-ho consta de un cañón de ánima lisa de calibre 125 mm, lo que le permite disparar proyectiles del tipo Armoured Piercing Fin-Stabilised Discarding Sabot o APFSDS, por sus siglas en inglés producidos bajo licencia china y/o rusa en Corea del Norte. El cañón se ha modificado para asemejarse al cañón del T-80. Asimismo se desconoce el objetivo de esta práctica. El carro también dispone de una ametralladora antiaérea NSV, una ametralladora coaxial PKT y de dos a diez misiles de tipo desconocido, que pueden ser del tipo Sistema de Misisles Antiaéreos de Infantería o de misiles antitanque. Si los misiles son del tipo antitanque, podrían ser una copia de los sistemas de misiles rusos como el 3M6 Shmel o del 9M14 Malyutka (denominación local Susong-Po). Si los misiles son del tipo MANPAD, en ese caso podrían ser una copia de los sistemas de misiles rusos como el 9K38 Igla o 9K32 Strela-2 (denominación local Hwasung-Chong).

### Casco/Blindaje

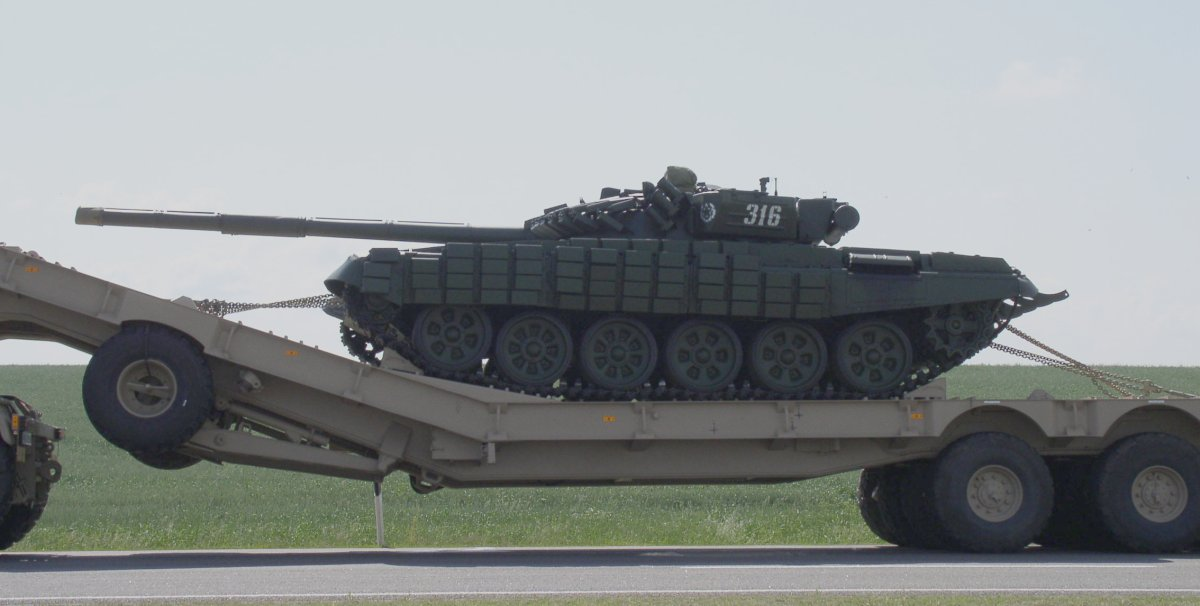
El P'ookpong-Ho tiene cierta semejanza a éste T-72 bielorruso equipado con un cañón similar al del T-80

El P'ookpong-Ho está basado en los diseños de la línea general del casco del T-72, con seis ruedas de rodaje en sus orugas. El carro de combate posee un blindaje significativamente mejorado frente al original del T-72 incrementado en la parte del frontal (posiblemente sea del tipo compuesto o armadura espaciada), en la torreta (blindaje clásico espaciado y una lámina de acero especial soldada al mantelete), y en el tope de la cúpula de la torreta. El P'ookpong-Ho podría tener un mejor blindaje que el T-80U o un modelo de producción posterior a 1985 del T-72, capaz de enfrentar el embate de un arma anticarro como el TOW, o a un cañón antitanque, proyectiles HEAT o a los más sofisticados ataques provenientes de un DPICM. Como sea, el frontal del casco podría en un principio batir a las municiones disparadas desde un cañón de 105 mm, pero no pdría hacer frente a las municiones de diseño surcoreano como la KSTAM o a un proyectil calibre 120 mm. El peso del carro es aproximadamente de 45 toneladas y usa un sistema de ladrillos de blindaje explosivo, que lo cubren en las zonas más vulnerables, como en su contraparte rusa. De algún modo, se cree que debido a la reducida cantidad de los materiales necesarios para su fabricación (como derivados del petróleo), es repartido en las zonas más afectadas en combate. Además, puede sumergirse hasta 5 metros con su respectivo equipamiento de vadeo.

### Motorización
Aunque la potencia del P'ookpong-Ho proveniente de su motor se estima en 1500 HP, se cree que dadas las limitaciones de la tecnología de motores norcoreana en realidad tendría como máximo de 1000 a 1200 HP. Según los reportes, el régimen de Corea del Norte rechazó el desarrollar una turbina de gas como la que equipa al T-80, de 1250 HP, por cuanto este sistema de motorización aunque muy fiable y silencioso, no se ajusta al accidentado paisaje de la nación coreana, y dada su gran marca térmica, sería una desventaja en posiciones defensivas. Durante las misiones ofensivas, el P'ookpong-Ho podría encarar a su enemigo dada su excelente velocidad y aceleración, uno de los pilares de las tácticas de combate de los tanques norcoreanos.

### Sistemas internos

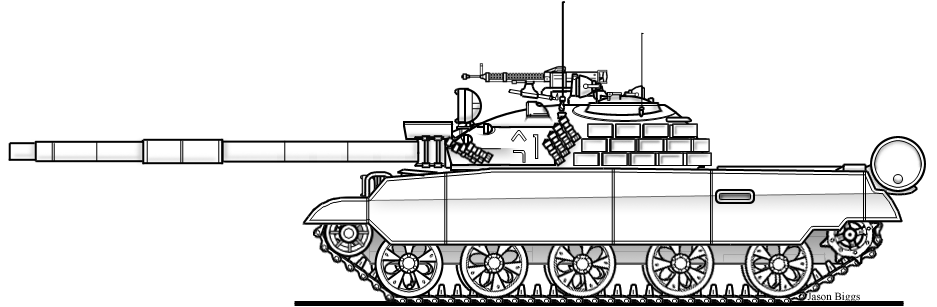
Las mejoras implementadas en el Ch'onma-Ho, que incluyen Un sistema Apaga Incendios Internos/FCS, y sensores IR, así como sistemas Láser de Rastreo y Puntería; provienen de los desarrollados para el P'ookpong-Ho

Cuando se inició el desarrollo del P'ookpong-ho, los ingenieros de Corea del Norte deciden el retomar gran parte del diseño de los sistemas del carro de combate ruso T-72 y retiraron los que a su juicio consideraron innecesarios para mejorar sus prestaciones, así como su maniobrabilidad y velocidad máxima para así poder mejorar su rendimiento en la accidentada geografía norcoreana, aumentando sus capacidades de paso en zonas montañosas, lodazales, y la capacidad de inmersión para vadear ríos. Los sistemas que se retiraron incluyen el autocargador original del T-72; dada la creencia de los militares norcoreanos de su poca fiabilidad, y su creencia de que la recarga manual no tiene una gran diferencia de tiempo sobre la hecha por este sistema de carga automática. Los científicos de Corea del Norte también resolvieron otro defecto crítico en el almacenamiento y la cantidad de munición para el arma principal al remover el cargador automático, así como incrementaron su movilidad y agilidad al reducir su peso. El sistema de control de incendios internos (o FCS por su acrónimo en inglés) es uno de los muchos sistemas que se integraron al P'ookpong-Ho. Este fue tomado del mismo sistema implementado en el T-72 (teniendo en cuenta las zonas más críticas a la hora de recibir un impacto sobre la base de áreas de las posibles trayectorias en cálculos previos, y los sistemas de guía láser y los de operaciones nocturnas), y algunos desertores del régimen, afirman que se retoma gran parte del implementado en el carro de combate británico Chieftain, que Irán posiblemente haya intercambiado ilegalmente por tecnología norcoreana. Si el sistema FCS del P'ookpong-Ho se basa supuestamente en el diseño del T-72, posiblemente incluya los sistemas de visión diurna/nocturna PNK-3 y/o PNK-4 y el sistema de puntería nocturno con el periscópio 1K13-49 combinado a sistemas de puntería pasiva/activa. Aunque se cree imposible que el P'ookpong-Ho esté equipado con un sistema de protección activa/pasiva, algunos informes afirman que éste carro contaría con una copia del sistema ruso ARENA. Otros indican que el P'ookpong-Ho tal vez albergue ese sistema, pero se cree que es de muy mala calidad. El P'ookpong-Ho tendría incluido unos sensores infrarrojos (un TPN-3-49 o el TPN-4), una mira láser y un faro de búsqueda, como sistema incorporado al P'ookpong-ho para operaciones nocturnas. Asimismo se sabe que por la calidad de sus equipos no sean un serio rival ante su contraparte surcoreana, aunque el P'ookpong-Ho podría ser una seria amenaza ante blancos a distancias cortas y medias, sufriendo tal vez de una considerable falta de calidad en cuanto a blancos de larga distancia se refiere (dada la eficacia de los cañones soviéticos/rusos).

## Comparación
Los carros de combate a continuación comparados son los modelos en servicio en el Ejército Norcoreano que incluyen al P'ookpong-Ho, y otros de producción soviético/rusa; entre otros, y a sus más cercanos contendientes; en caso de un conflicto real, como los K1, el T-80U, K1A1, y el K2 del Ejército Surcoreano, y la de los posibles aliados surcoreanos y norcoreanos; como el M1A2 del Ejército de los Estados Unidos y sus Fuerzas destacadas desde 1951 en Corea del Sur, y el T-90 del Ejército Ruso. Y también se añaden por la publicidad hecha al carro en cuestión en Corea del Norte, en donde se dice que es similar al carro ruso del modelo T-90
| Carro de combate                             | P'ookpong-ho (Capacidades y Medidas Proyectadas)                                                                                                  | K1 | K1A1 | K2 | T-80U                                                                                                | T-90 | M1A2 |
| -------------------------------------------- | --- | --- | --- | --- | --- | --- | --- |
| Armamento primario                           | 125 mm de Ánima Lisa (2A46) | 105 mm Estriado (KM68A1) | Rheinmetall L44 de Ánima Lisa (KM256)                                                                                            | 120 mm / L55 de Ánima Lisa | 125 mm de Ánima Lisa (2A46M-1)                                                                       | 125 mm de Ánima Lisa (2A46M-4) | Rheinmetall L44 de Ánima Lisa (M256) |
| Armamento secundario                         | Ametralladora KPVT calibre 14,5 mm, Ametralladora Coaxial PKT calibre 7,62 mm, Ametralladora PKT calibre 7,62 mm posiblemente montada en el casco | Ametralladora K6 calibre 12,7 mm, Ametralladora M60 calibre 7,62 mm Montada sobre el borde de la escotilla, Ametralladora Coaxial M60 calibre 7,62 mm | Ametralladora K6 calibre 12,7 mm, Ametralladora M60 calibre 7,62 mm Montada en afuste, Ametralladora Coaxial M60 calibre 7,62 mm | Ametralladora K6 calibre 12,7 mm, Ametralladora Coaxial M60 calibre 7,62 mm                                                          | Ametralladora NSVT calibre 12,7 mm, Ametralladora Coaxial PKT calibre 7,62 mm                        | Ametralladora NSVT calibre 12,7 mm, Ametralladora Coaxial PKT calibre 7,62 mm , Fusiles de asalto AKS-74U calibre 5,45 mm (dentro de un compartimiento de carga especial) | Ametralladora Browning M2 calibre 12,7 mm, Ametralladora M249 Coaxial calibre 7,62 mm Montada en afuste, Ametralladora M249 Coaxial calibre 7,62 mm |
| Tipos de munición usada                      | AP, HEAT, HE-FRAG | APAM, HESH(HEP), APFSDS-T, HEAT-MP, HEAT-FS (Un nuevo tipo de municiones calibre 105 mm APFSDS Surcoreanas para el PIP)                               | APFSDS-T, HEAT-MP, HE-FS (Un nuevo tipo de municiones calibre 120 mm APFSDS Surcoreanas para el PIP)                             | APFSDS-T, HEAT-MP, KSTAM-120 y otra munición del estándar OTAN                                                                       | APFSDS-T, HEAT-FS, HE-FRAG-FS, 9M119 Svir                                                            | APFSDS-T, HEAT-FS, HE-FRAG-FS, 9M119 Svir, 9M119M Refleks | Canister tipo M1028 calibre 120mm, WP, APFSDS-T, HEAT-MP                                                                                            |
| Proyectiles principales almacenados          | 40 | 47 | 32 | 40 | 39                                                                                                   | 43 | 40 |
| Proyectiles de armas secundarias almacenados | 300 (calibre 14,5 mm), 1500 (calibre 7,62 mm) | 3400 (calibre 12,7 mm), 7200 (calibre 7,62 mm) | 3400 (calibre 12,7 mm), 7200 (calibre 7,62 mm)                                                                                   | 3500 (calibre 12,7 mm), 12000 (calibre 7,62 mm)                                                                                      | 500 (calibre 12,7 mm), 1250 (calibre 7,62 mm)                                                        | 300 (calibre 12,7 mm), 2000 (calibre 7,62 mm), 300 (calibre 5,45 mm) | 600 (calibre 12,7 mm), 6250 (calibre 7,62 mm) |
| Proyectiles ATGM almacenados                 | 10 | 0 | 0 | 0 | 6 | 6 | 0 |
| Blindaje                                     | Coraza en la torreta y acero espaciado (posiblemente Compuesto)                                                                                   | Compuesto | Compuesto | Compuesto | Compuesto                                                                                            | Compuesto | Chobham, RHA, acero espaciado con planchas de uranio empobrecido                                                                                    |
| Sistemas de protección activa/pasiva         | ERA | Granadas de humo (posiblemente un sistema Soft-Kill para el PIP)                                                                                      | Granadas de humo (posiblemente un sistema Soft-Kill para el PIP)                                                                 | ERA, un sistema Soft-Kill: RWR, chaff de magnesio/bengalas, bloqueador de radar, granadas de humo (NERA), sistema de ataque avanzado | ERA (un sistema Soft-Kill para el T-80UK: Sistema Shtora bloqueador de radar)                        | ERA, Soft-Kill: Sistema Shtora bloqueador de radar, sistema de ataque avanzado: Sistema de Protección Activa ARENA                                                        | Kit de Supervivencia Urbana para el Tanque (TUSK)                                                                                                   |
| Recarga del cañón                            | Manual | Manual | Manual | Automática | Automática                                                                                           | Automática | Automática-Manual |
| Velocidad (en carretera)                     | 50 km/h | 65 km/h | 65 km/h | 70 km/h | 70 km/h                                                                                              | 65 km/h | 68 km/h |
| Velocidad (a campo través)                   | 30 km/h | 40 km/h | 40 km/h | 52 km/h | 40 km/h                                                                                              | 45 km/h | 48 km/h |
| Autonomía (por combustible)                  | 370 km | 500 km | 500 km | 450 km | 500 km                                                                                               | 500 km | 465 km |
| Potencia del Motor                           | 1100 HP ± 150 HP | 1200 HP | 1200 HP | 1500 HP | 1250 HP                                                                                              | 1100 HP | 1500 HP |
| Suspensión                                   | Barras de torsión | Barras de torsión e hidroneumática (suspensión híbrida)                                                                                               | Barras de torsión e hidroneumática (suspensión híbrida)                                                                          | Suspensión de brazos flotantes de tipo semiactivo (suspensión de brazos flotantes de tipo activo para el tipo PIP)                   | Barras de torsión                                                                                    | Barras de torsión | Barras de torsión |
| Capacidad de vadeo                           | 5 m (con su equipamiento) | 2,2 m (con su equipamiento) | 2,2 m (con su equipamiento) | 2,33 m, 4,1 m (con su snorkel), 5+m (con su equipamiento extra de inmersión)                                                         | 1,2 m, 1,8 m (con su equipamiento), 5,5 m (con su snorkel), 12,0 m (con su equipamiento tipo BROD-M) | 1,2 m, 5 m (con su equipamiento de snorkel) | 1,98 m |
| C4I                                          | No | No | No | Si | No                                                                                                   | No | Si |
| Protección NBQ                               | Si | Si | Si | Si | Si                                                                                                   | Si | Si |
| Equipo para operaciones nocturnas            | Si | Si | Si | Si | Si                                                                                                   | Si | Si |

### Desarrollos relacionados
- T-72

### Vehículos similares
- Leopard 2A7+
- / Leopardo 2E
- Tipo 98G
  Tipo 99 A2
- K2 Black Panther
- M-95 Degman
- M1 Abrams A2
- AMX-56 Leclerc
- C1 Ariete
- Arjun
/ T-90 "Bhishma"
- Zulfiqar 3
- Merkava IV
- /// Al-Hussein
- Tipo 90
  Tipo 10
- / Al-Khalid
- PT-91Z
- Challenger 2 LIP
- TR-125
- T-90AM
- M-84AS (M-2001)
- / Stridsvagn 122
- MİTÜP Altay
- T-84 Oplot-M
- // T-80UM2

### Listas relacionadas
- Anexo:Tanques de combate principal por generación